# Adolf Brand
Adolf Brand, född den 14 november 1874, död den 2 februari 1945, var en tysk författare, individualanarkist samt förkämpe och aktivist för acceptans av manlig bi- och homosexualitet, som verkade och bodde i Berlin.
Han var skollärare kort innan han började publicera världens första tidning om homosexuella, Der Eigene (De Unika) från 1896–1931. Brand var involverad i Magnus Hirschfelds  Wissenschaftlich-humanitäres Komitee, den första officiella organisationen för homosexuellas rättigheter som var en del av Institut für Sexualwissenschaft.